# 1647
1647 (MDCXLVII) var ett normalår som började en tisdag i den gregorianska kalendern och ett normalår som började en fredag i den julianska kalendern.

## Händelser

### Februari
- 17 februari – Drottning Kristina vill överlämna regentskapet till sin kusin Karl Gustav varför hon till en början föreslår, att denne utnämns till generalissimus över de svenska trupperna i Tyskland. Axel Oxenstierna motarbetar förslaget, men Karl Gustav utnämns ändå.

### Mars
- 4 mars – Bayern anfalls av de förenade härarna och tvingas till stilleståndet i Ulm, slutet mellan Bayern, Köln, Frankrike och Sverige.

### Maj
- Maj – Carl Gustaf Wrangel infaller i Böhmen och ödelägger landet.

### Augusti
- 8 augusti – Irländska trupper besegras av engelska parlamentsarmén i slaget vid Dungans Hill.
- Augusti – Peter Stuyvesant utses till direktör för Nya Amsterdam.

### December
- 28 december – Karl I utlovar kyrkoreform, vilket utlöser andra engelska inbördeskriget.

### Okänt datum
- Svenska trupper erövrar staden Bregenz.
- Kalmar drabbas av en brand, men man har redan tidigare bestämt att flytta staden till Kvarnholmen, så staden återuppbyggs inte på sin gamla plats.
- Johannes Canuti Lenaeus utnämns till svensk ärkebiskop; gränserna för Uppsala stift ändras och Härnösands stift skapas.
- Superintendenten flyttas från Mariestad till Karlstad när staden blir stiftsstad för Värmlands stift.
- Kopparbergs län inrättas.
- Gabriel Bengtsson (Oxenstierna) entledigas från tjänsten som svensk generalguvernör i Livland.
- Byggandet av Mikaelikyrkan påbörjas.
- Västerbottniska nationen bildas av studenter vid Uppsala universitet.
- Tysken Jakob Momma grundar ett svenskt handelshus, vilket med tiden blir mycket betydelsefullt. För detta upphöjs han och brodern Abraham senare till svenska adelsmän.
- Drottning Kristina försöker komma runt Axel Oxenstierna genom att i ärenden vända sig till Kanslikollegiets underordnade personal, istället för till rikskanslern.
- Ständerna uppmanar drottning Kristina att gifta sig, för att rädda arvriket och dämpa trycket från aristokratin. Hon har dock bestämt sig för att aldrig ingå äktenskap.
- Sverige får sin första jaktstadga, i vilken man kan ana ett visst jaktvårdsintresse. Högdjursjakten förbehålls kung och adel, förutom i Norrland (till vilket även Dalsland, Värmland och Dalarna räknas).
- Sveriges första sockerraffinaderi anläggs i Stockholm.
- Axel Urup tar befälet över utvidgningen av Köpenhamns fästningsverk.
- Den första engelska bosättningen på Bahamas grundas.
- Borgen i Aberystwyth bränns till grunden av parlamentsarmén i det engelska inbördeskriget.
- Den tyska staden Marburg plundras.

## Födda
- 17 januari – Elisabetha Hevelius, polsk astronom.
- 1 april – John Wilmot, 2:e earl av Rochester, engelsk poet.
- 2 april – Maria Sibylla Merian, tysk naturalist, illustratör och entomolog.
- 18 april – Elias Brenner, konstnär.
- 22 juli – Marguerite-Marie Alacoque, fransk jungfru, nunna och mystiker, helgon.
- 29 juli – Carl Piper, svensk diplomat.
- 22 augusti – Denis Papin, uppfinnare.
- 18 november – Pierre Bayle, filosof.
- 25 november – Jakob Boëthius, rektor vid Västerås Gymnasium.
- Henry Aldrich, teolog.
- Petter Dass, norsk författare.
- Gustaf Carlson, frilloson till Karl X Gustav.

## Avlidna
- 25 april – Matthias Gallas, tysk fältherre.
- 21 maj – Pieter Corneliszoon Hooft, nederländsk diktare.
- 23 augusti – Axel Turesson Natt och Dag, svensk landshövding i Stockholms län 1645.
- 27 augusti – Pietro Novelli, italiensk barockmålare.
- 8 oktober - Anne Stanley, engelsk arvtagerska och tronarvinge.
- 25 oktober – Evangelista Torricelli.
- 30 november
  - Giovanni Lanfranco, italiensk målare under barocken.
  - Bonaventura Cavalieri, matematiker.[1]